# Saing
Saing is een bestuurslaag in het regentschap Bangka van de provincie Bangka-Belitung, Indonesië. Saing telt 1612 inwoners (volkstelling 2010).